# Yacouba Traoré
Pour les articles homonymes, voir Traoré.
Yacouba Traoré, né en 1965 à Sikasso, est un économiste et homme politique malien, ministre des Affaires religieuses et du Culte dans le gouvernement formé par Cheick Modibo Diarra le 20 août 2012.
Économiste diplômé de l'Université d’économie et des finances de Saint-Pétersbourg en Russie, il a été professeur à l'École nationale d'Ingénieurs de Bamako.
Yacouba Traoré est l'auteur de plusieurs publications parmi lesquelles :
- Femmes et contraceptions dans les pays du Sahel
- Les mouvements migratoires de la population malienne

Polyglotte, Yacouba Traoré parle le français, l'anglais le russe, l'arabe et le bambara.

## Sources
- Ministre malien des Affaires Religieuses et du culte : Yacouba Traoré (Portail officiel du Gouvernement)]